# Peter Madsen (Konstrukteur)

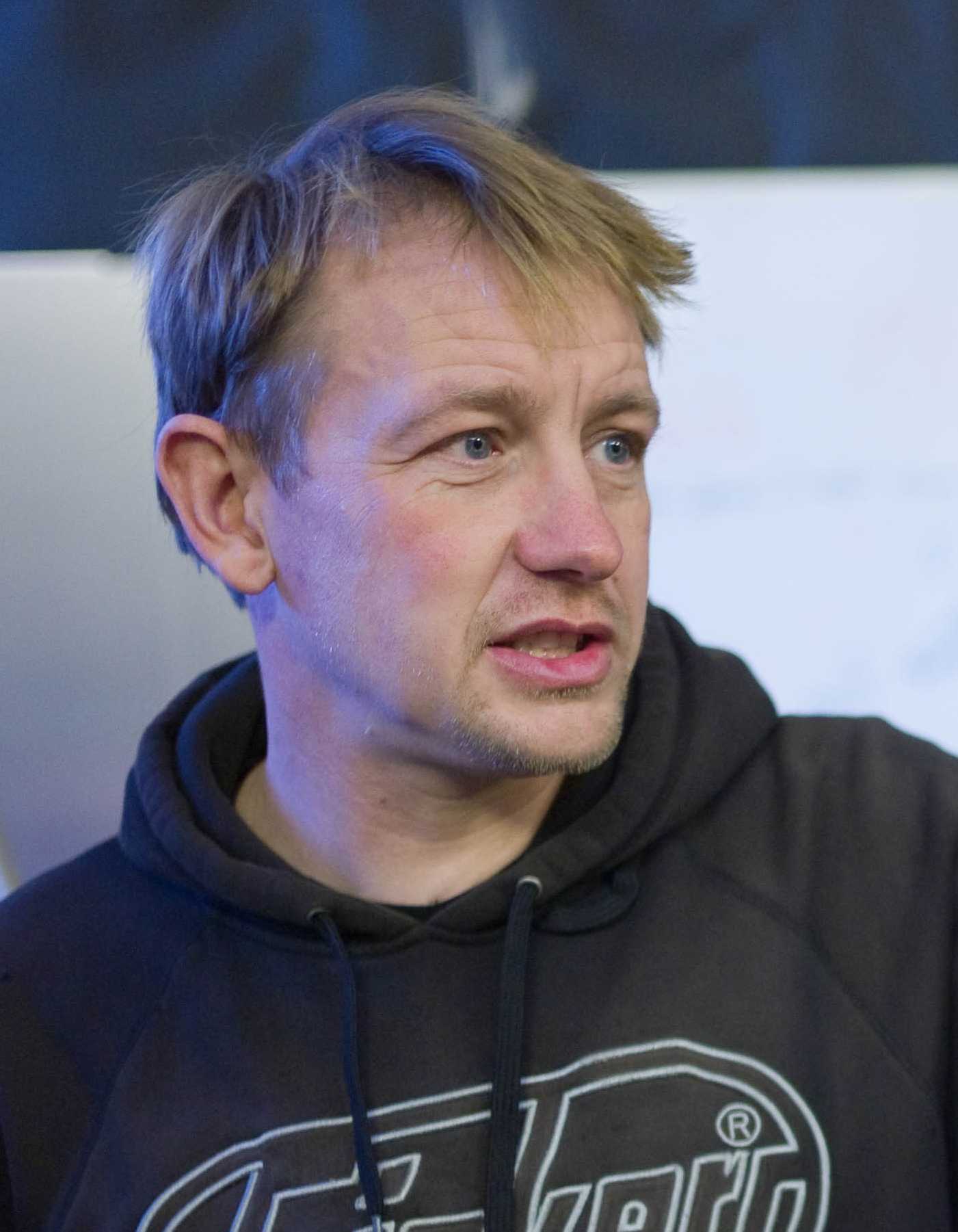
Peter Madsen (November 2010)

Peter Langkjær Madsen (* 12. Januar 1971) ist ein dänischer Konstrukteur, der 2018 wegen Mordes an der schwedischen Journalistin Kim Wall verurteilt wurde. Die Tat geschah 2017 an Bord seines selbst konstruierten U-Bootes UC3 Nautilus. Neben weiteren privat finanzierten U-Boot-Bauten war Madsen auch an Raketenprojekten beteiligt.

## Biografie

### Ausbildung
Peter Madsen beendete seine Schullaufbahn mit dem dänischen Abitur. Ein späteres Ingenieurstudium brach er ab.

### U-Boot-Bau

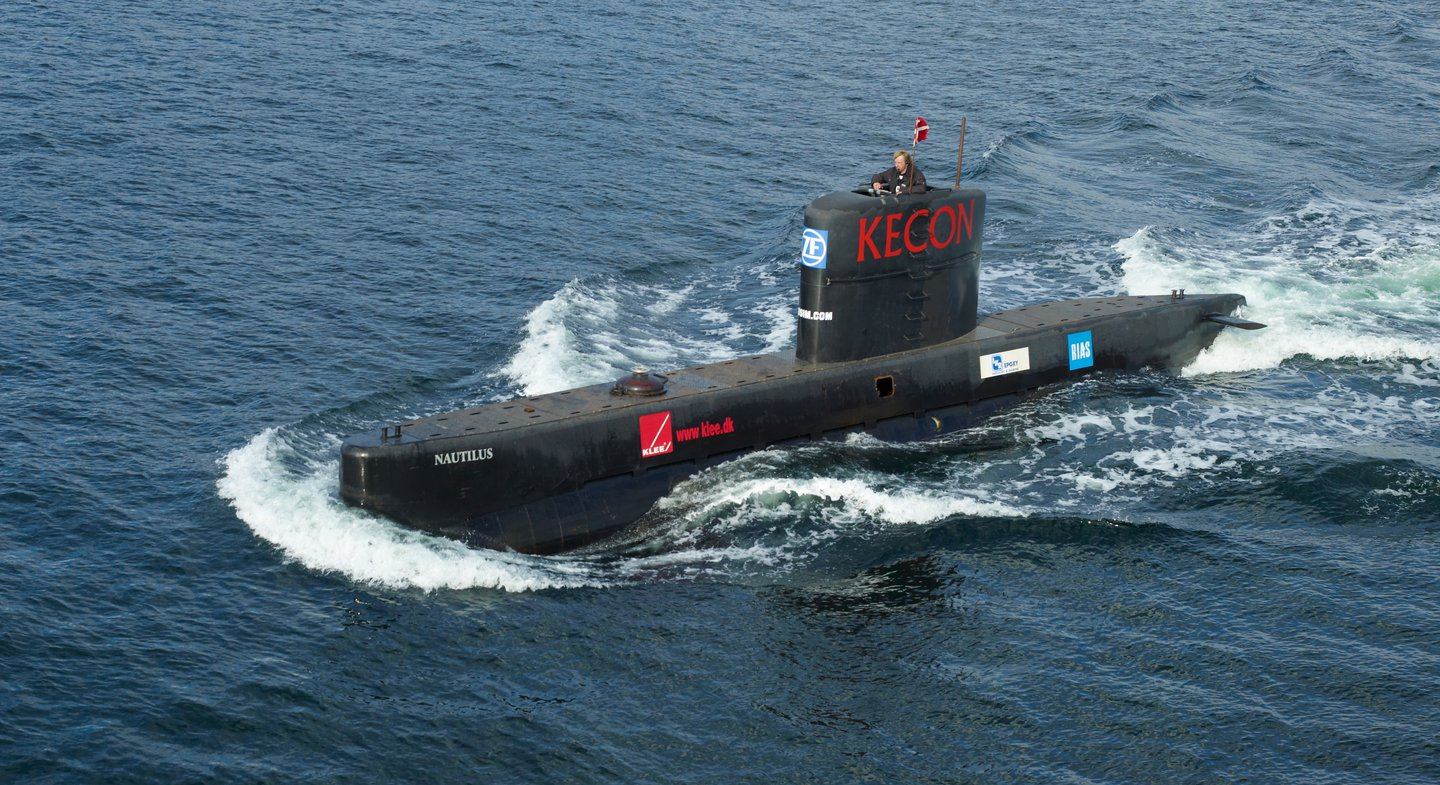
UC3 Nautilus 2008

Madsen hat an drei privat finanzierten U-Booten gebaut. Der Prototyp war im Jahr 2002 die UC1 Freya. 2005 folgte das U-Boot UC2 Kraka, das mit 12 Metern Länge doppelt so groß wie Freya war. Es wog acht Tonnen, hatte einen Dieselmotor mit 12 kW und einen Elektromotor mit 4,5 kW. Kraka hatte eine Taucherschleuse, durch die ein Taucher das Boot nach unten verlassen konnte.
Sein letztes und größtes U-Boot, im Jahr 2008 fertiggestellt, war die UC3 Nautilus. Sie war mit 17,8 Metern Länge und einem Gewicht von 40 Tonnen bei voller Ausstattung das bisher wohl größte von einer Privatperson gebaute U-Boot.

### Raketenbau

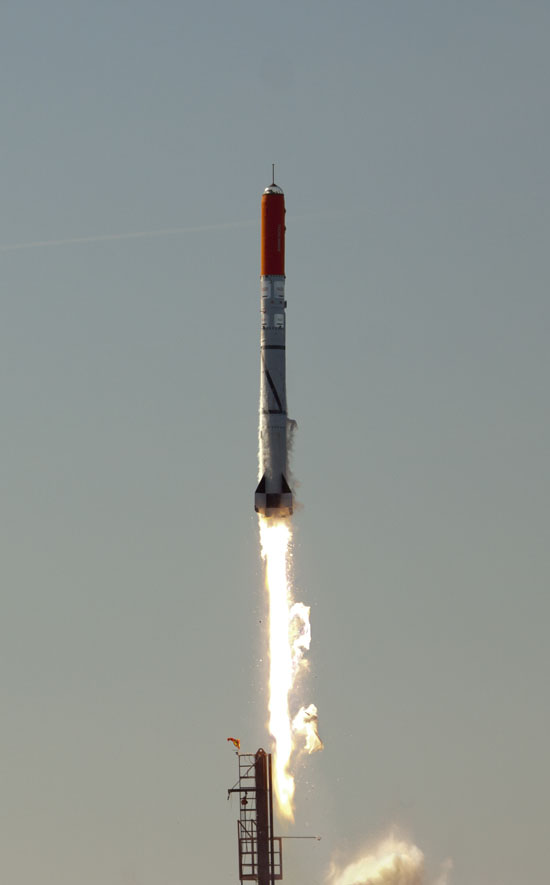
Start der HEAT-1X-Tycho Brahe am 3. Juni 2011

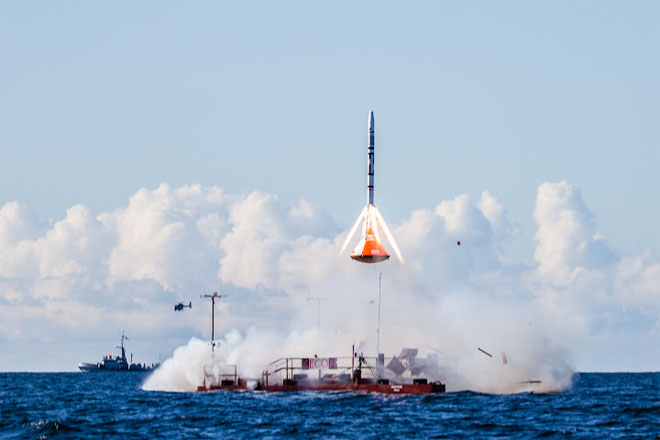
Start der Kapsel Tycho Deep Space mit der Rettungsrakete am 12. August 2012

Madsen hat sich viele Jahre auch mit dem Bau von Raketentriebwerken und Raketen beschäftigt. Er war Mitglied im dänischen „Amateur Rocket Club“ und arbeitete in der „Aurora Project Group“ mit. Gemeinsam mit Kristian von Bengtson gründete er 2008 den Verein Copenhagen Suborbitals mit dem Ziel, in wenigen Jahren einen Menschen mit einer privat finanzierten und gebauten Rakete in den Weltraum zu bringen.
2010 erfolgte ein erster Startversuch der Rakete HEAT-1X-Tycho Brahe. Dieser schlug fehl, das Raketentriebwerk zündete nicht. Am 3. Juni 2011 wurde ein zweiter Startversuch durchgeführt. Die Rakete erreichte eine Höhe von 2,8 km. Am 27. Juli 2012 wurde die zweistufige Rakete Smaragd-1 von Copenhagen Suborbitals erfolgreich auf der Ostsee gestartet. Am 11. August 2012 wurde die Raumkapsel Tycho Deep Space mit der Rettungsrakete gestartet, sie erreichte eine Flughöhe von etwa einem Kilometer. Die Rettungsrakete wurde im Flug planmäßig von der Raumkapsel abgesprengt und die Kapsel mit Hilfe der Fallschirme sicher gelandet. Der Erstflug der Rakete Sapphire erfolgte am 23. Juni 2013, wobei sie 8,2 km hoch flog.
2014 verließ Madsen nach langem Streit Copenhagen Suborbitals. Er gründete daraufhin als Konkurrenz sein eigenes Raketenunternehmen Raketmadsens Rumlaboratorium.
Für den 26. August 2017 hatte er den nächsten Start einer Rakete geplant. Für diesen Tag plante auch Copenhagen Suborbitals einen Raketenstart.

### Mord an der Journalistin Kim Wall (2017)

#### Tat und Gerichtsverfahren
Am Abend des 10. August 2017 lief Peter Madsen in Begleitung der schwedischen Journalistin Kim Wall mit seinem U-Boot UC3 Nautilus aus dem Kopenhagener Hafen aus. Die Journalistin hatte schon zu einem früheren Zeitpunkt um eine Mitfahrt gebeten, die sie jedoch absagen musste. Der Nachholtermin am 10. August 2017 war kurzfristig auf Initiative Walls zustande gekommen. In derselben Nacht stellte ihr Lebensgefährte eine Vermisstenanzeige und setzte damit eine Suche nach dem Boot in Gang. Am 11. August tauchte die Nautilus südlich von Kopenhagen in der Køgebucht auf, angeblich mit technischen Problemen, und sank kurz darauf in Sichtweite einer Yacht. Madsen konnte gerettet werden; er wurde sofort von der dänischen Polizei verhaftet und des Mordes an seiner Begleiterin verdächtigt.
Anfangs behauptete Madsen, er habe Wall vor dem Untergang auf einer Halbinsel am Kopenhagener Hafen abgesetzt. Im Inneren des geborgenen U-Bootes fanden Ermittler jedoch Blutspuren, die Unterhose und die Strumpfhose der vermissten Reporterin. Laut Angaben seiner Anwältin sagte Madsen am 12. August vor dem Untersuchungsrichter aus, dass Wall durch ein Unglück an Bord gestorben sei. Anschließend habe er die noch vollständige und bekleidete Leiche ins Meer geworfen (als Seebestattung). Diese Aussagen wurden am 21. August öffentlich bekannt. Am selben Tag fand allerdings ein Radfahrer am Ufer der Insel Amager, südlich von Kopenhagen nahe der Køgebucht, einen weiblichen Torso. Die gerichtsmedizinische Analyse ergab, dass Kopf und Gliedmaßen gezielt abgetrennt worden waren. Am Torso fanden sich 15 Messerstiche. Eine DNA-Analyse ergab, dass es sich dabei um sterbliche Überreste der vermissten Kim Wall handelte. Eine vorläufige Leichenschau zeigte auch, dass der Torso durch ein an ihm befestigtes Metallstück am Meeresboden gehalten werden sollte.
Am 24. August konkretisierte Madsen den angeblichen Unfall: Wall sei die Turmluke auf den Kopf gefallen, und sie sei an den dabei erlittenen Verletzungen gestorben. Walls am 6. Oktober aufgefundener Schädel wies bei ersten Untersuchungen jedoch keine Verletzungen auf. Bei den Ermittlungen wurden auf der Festplatte eines Computers Madsens unter anderem Videos gefunden, in denen Frauen real gefoltert und getötet wurden. Ende Oktober 2017 änderte Madsen in Anbetracht der neuen forensischen Erkenntnisse seine Aussage erneut, nun dahingehend, dass Wall an einer Kohlenstoffmonoxidvergiftung im U-Boot gestorben sei. Danach habe er die Leiche zerteilt.
Der Staatsanwalt vermutete aufgrund der Art der Stichwunden an Walls Unterkörper und aufgrund der psychiatrischen Untersuchungsergebnisse ein sexuelles Mordmotiv. Am 23. Januar 2018 eröffnete die Staatsanwaltschaft die Anklage gegen Madsen wegen Verdachts auf geplanten und vorbereiteten Mord und wegen Störung der Totenruhe. Sie ging davon aus, dass Madsen Kim Wall folterte, bevor er sie ermordete und ihre Leiche zerstückelte. Sie forderte zur lebenslangen Freiheitsstrafe auch eine Sicherungsverwahrung.
Der Prozess gegen Madsen, auf seinen Wunsch ohne Geschworene, begann am 8. März 2018 in Kopenhagen. Während der Gerichtsverhandlung wurden Einzelheiten aus Madsens Privatleben enthüllt, z. B. seine Vorliebe für Snuff-Filme und Literatur, die sich mit der Folterung, Pfählung und Tötung von Frauen beschäftigt. Von dessen Gefährlichkeit für Mitmenschen überzeugt, forderte der Staatsanwalt lebenslange Haft für Madsen. Am 25. April 2018 wurde er zu lebenslanger Haft verurteilt. Nach einstimmigem Urteil der Richter hatte Madsen seine Tat geplant, sein Opfer gefesselt, gefoltert, sexuell missbraucht, ermordet und zerstückelt. Darüber hinaus wurde er wegen Übertretungen des Schifffahrtsrechtes belangt.
Madsen legte gegen das Strafmaß Berufung ein, nicht jedoch gegen den Schuldspruch. Die Verhandlung wurde ab dem 5. September 2018 geführt. Madsens Berufung wurde am 26. September 2018 abgelehnt und damit das Urteil bestätigt.
Das U-Boot wurde aufgrund eines Gerichtsbeschlusses zerstört.
Nachdem er im Gerichtsverfahren stets geleugnet hatte, gestand Peter Madsen die Tötung von Kim Wall in einem Telefoninterview, das in einem Dokumentarfilm am 9. September 2020 ausgestrahlt wurde. „Es gibt nur einen Schuldigen, und das bin ich.“

#### Fluchtversuch
Im August 2018 war Madsen auf eigenen Wunsch in das Gefängnis Herstedvester bei Albertslund verlegt worden. Am 20. Oktober 2020 unternahm er dort einen Fluchtversuch. Es gelang ihm, nach Drohungen mit einem „pistolenähnlichen Gegenstand“ und der Geiselnahme einer Gefängnispsychologin, das Gefängnis zu verlassen. In wenigen hundert Metern Entfernung wurde er jedoch von der Polizei gestellt und festgesetzt. Da er gegenüber den Polizisten angab, eine Bombe bei sich zu tragen, wurden Scharfschützen und ein Bombenräumkommando angefordert. Nach mehreren Stunden wurde Madsen von der Polizei wieder in Gewahrsam genommen.
Im Februar 2021 wurde Madsen wegen des Fluchtversuchs sowie der Bedrohung von Strafvollzugsbeamten, Polizisten und eines Autofahrers zu einem Jahr und neun Monaten Haft verurteilt. Diese weitere Verurteilung wäre von Bedeutung, wenn Madsen ab 2030 eine Minderung seiner lebenslangen Haftstrafe beantragen würde. Die Staatsanwaltschaft hätte dann zu berücksichtigen, dass er während seiner Haft eine andere Straftat begangen hat.

### Privatleben
Madsen war verheiratet, lebte aber offen promiskuitiv. Kurz nach Kim Walls Tod ließ sich seine erste Frau von ihm scheiden. Am 19. Dezember 2019 heiratete er im Gefängnis erneut.
Laut einem Facebook-Beitrag seiner zweiten Frau Jenny Curpen ließen sie sich am 7. Januar 2022 wieder scheiden.

## Medien
Bücher:
- Thomas Djursing: Raket-Madsen. Forlaget Kølvand, Udgivelsesår 2014, ISBN 978-87-997640-0-6.

Filme:
- Amateurs in Space. Dokumentarfilm, Dänemark 2017 (Regie: Max Kestner).[51]